# Parafia św. Wawrzyńca w Olbierzowicach
Parafia pw. św. Wawrzyńca w Olbierzowicach – polska rzymskokatolicka parafia znajdująca się w diecezji sandomierskiej w dekanacie Klimontów. Erygowana została przed 1325 rokiem.
Do parafii należą: Budy, Józefów, Jurkowice, Konary, Konary-Kolonia, Nowa Wieś, Olbierzowice, Pełczyce, Pokrzywianka, Ułanowice, Witowice.
Od 2012 roku proboszczem parafii jest ksiądz kanonik lic. mgr Zbigniew Kuras.

## Obiekty sakralne
- Kościół św. Wawrzyńca w Olbierzowicach,
- Kaplica Matki Bożej Królowej Polski w Nawodzicach

## Historia
Pierwsza wzmianka o parafii pochodzi z XIV wieku. Kronikarz Theiner w „Monumentach” wymienia w 1326 roku Augustyna, plebana w Olbierzowicach.
Pierwszy kościół powstał około 1326 roku. Następny, modrzewiowy zbudowano w 1468 roku w stylu gotyckim.
Wg Jana Długosza w XV wieku do parafii należały następujące wsie: Olbyerzowice, Wytowszka Wolya, Wythowicze, Wlaynowicze, Stradow, Clymyunthow, Ramolthowicze, Doly, Nowa Wyesch, Nawodzicze, Yurkowicze, Parva Pełczice, Magna Pelczice, utraque (obydwie) Szymunowicze (Szymanowice Dolne i Szymanowice Górne), Pokrzywyanka, Conary, Conarszka Wolya, Rybnycza.
Od połowy XVI wieku do 1620 roku kościół znajdował się w rękach arian. W 1620 roku Arian z Olbierzowic wypędził Jan Zbigniew Ossoliński wojewoda sandomierski, który nabył wieś szesnaście lat wcześniej. W 1632 roku kościół został przekazany przez Jerzego Ossolińskiego, syna Jana Zbigniewa, w administrację Dominikanów z klasztoru w Klimontowie. Parafią i folwarkiem od tego czasu zarządzał przeor Dominikanów przez komendarza rezydującego na stałe w Olbierzowicach. Ostatnim komendarzem przed skasowaniem klasztoru był ks. Firmin Latosiewicz, zmarły i pochowany w Olbierzowicach.
W XVIII wieku obok kościoła została wzniesiona drewniana dzwonnica.
Cmentarz parafialny założony został w 1764 roku przez plebana Jana Wolińskiego.
W 1787 roku parafia liczyła 1 915 wiernych (579 mężczyzn, 565 kobiet, 174 dzieci w wieku od 7 lat, 597 dzieci w wieku do 7 lat). Oprócz tego parafię zamieszkiwał 1 dysydent oraz 100 Żydów (25 mężczyzn, 27 kobiet, 48 dzieci).
W 1818 roku parafia została przeniesiona do nowo utworzonego dekanatu staszowskiego w nowo utworzonej Diecezji Sandomierskiej. W wyniku reorganizacji Diecezji Sandomierskiej w 1867r, parafia trafiła do dekanatu sandomierskiego.
W 1886 roku parafia liczyła 3010 wiernych.

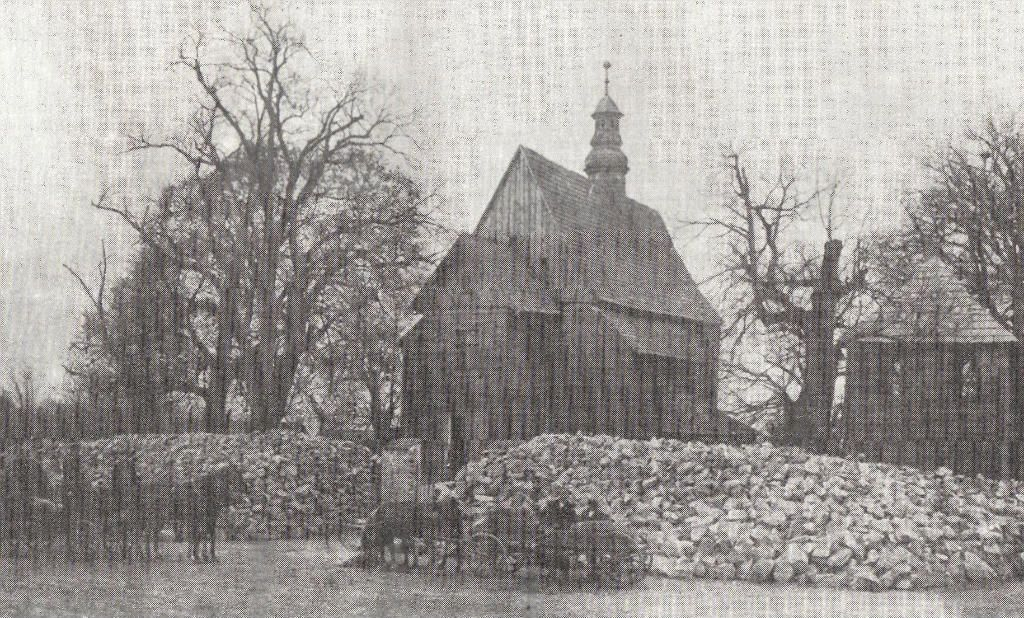
Stary kościół

Stary kościół drewniany został rozebrany w 1910 roku pod budowę nowego kościoła. Z drewna pozyskanego z rozbiórki, zbudowano w 1911 roku obszerną wikarówkę. Od strony placu kościelnego front budynku miał 4 okna i obszerny ganek. Wikarówka dotrwała do 1990 roku. Na jej miejscu po splantowaniu terenu obecnie istnieje parking.
W dniu 10 sierpnia 1910 roku kamień węgielny pod budowę nowego kościoła poświęcił biskup sandomierski Marian Józef Ryx. Akt erekcyjny wraz z monetami i gazetami zamurowano w szklanym pojemniku za głównym ołtarzem. Miejsce to jest oznaczone płytą z wyrytym krzyżykiem i datą „1910”. Konsekracja nowego kościoła nastąpiła 14 września 1935 przez biskupa Pawła Kubickiego.
W wyniku kolejnej reorganizacji diecezji sandomierskiej parafia trafiał w 1918 roku ponownie do dekanatu staszowskiego. Po ok. roku decyzją nr 3311 z dnia 20 grudnia 1919r Kurii Diecezjalnej Sandomierskiej parafia została przeniesiona z Dekanatu staszowskiego do Dekanatu koprzywnickiego.
W 1929 roku parafia liczyła 5367 wiernych. W jej skład wchodziły wsie: Budy, Gilówka, Górki, Jurkowice, Konary, Kolonia Konarska, Nawodzice, Nowa Wieś, Olbierzowice, Pełczyce Dolne i Górne, Ułanowice, Witowice, Wola Konarska.
Decyzją nr 2127 z dnia 6 czerwca 1936r Kanclerza Kurii Diecezjalnej Sandomierskiej wieś Rybnica została przeniesiona do parafii sulisławickiej.
W 1987 roku dzięki staraniom ówczesnego księdza proboszcza Andrzeja Wołczyńskiego i ofiarnej pracy mieszkańców Nawodzic, wybudowano filialną kaplicę pw. Matki Bożej Królowej Polski.

## Proboszczowie
- Augustyn – wymieniany w 1326 roku
- Albert - wymieniany w 1418 roku
- Albert - wymieniany w 1491 roku
- Stanisław - wymieniany w 1496 roku
- Piotr - wymieniany w 1508 roku
- Zbigniew Ruszecki – do 1571 roku – rezygnacja z powodu ożenku
- Zygmunt Woliński - ?
- Czesław Torliński - 1632? - ?
- Wojciecha z Janowic - wymieniany w 1673 roku
- Stanisław Brzeski - 1694 - ?
- Jan Stobiecki - 1727 -
- Tomasz Babicki – 1731 - ?
- Atanazy Kossowski – wymieniany w 1741 roku
- Justyn Dębiński – wymieniany w 1748 roku
- Wacław Gamoński – wymieniany w 1751 roku
- Czesław Tarliński – wymieniany w 1755 roku
- Jan Gwalbert Nowakowski – 1758 – 1761
- Jan Woliński – wymieniany w 1764 roku
- Jacek Królikowski - ?
- Paulin Dąbrowski - ?
- Kurkiewicz Tyburcy - ?
- Tomasz Hendel – wymieniany w 1782 roku
- Anioł Kochański – 19.04.1790 - ?
- S. Niezabitowski – wymieniany w 1863 roku
- Firmin Latosiewicz – 1864 - ?
- Korneliusz Mikusiński - ?
- Marcin Dwornikiewicz – 1877 - 18.03.1884
- Feliks Brażewicz (tymczasowy administrator) - 15.10.1883 - ?
- Albin Chojko – 18.03.1884 – 1903
- Andrzej Rachunek – 1903 – 1907
- Józef Mączyński – 1907 – 19.05.1919
- Julian Lipiński - 30.07.1919 - 1925
- Józef Trybulski – 10.08.1925 - 1932
- Władysław Nowakowski – 1932 - 1942
- Józef Łobodziński - 1942 - 1956
- Emilian Asendi - 19.05.1956 - ?
- Feliks Stradomski - 1956 - 1963
- Stefan Gawroński - ?.1963 - 5.11.1963 (śmierć)
- dr Walenty Stefański - 26.01.1964 - 1970
- Stanisław Szeląg - 1970 - 1982
- Andrzej Wołczyński - 1982 – 1989
- Andrzej Marek Teper – 1989 – 2012
- Zbigniew Kuras – 2012 –Źródła[7][8][3][5][9]